# Traité de Chinon (1214)
Le traité de Chinon est un traité signé entre le roi de France Philippe II Auguste et le roi d'Angleterre Jean sans Terre le 18 septembre 1214 à Chinon, après la défaite des coalisés le 27 juillet à Bouvines.
Lors de la bataille de Bouvines, Philippe Auguste brisa une terrible coalition (Angleterre, Flandre, Allemagne), et remporta une victoire décisive sur l'empereur germanique Othon IV de Brunswick, allié au roi d'Angleterre Jean sans Terre, et au comte de Flandre Ferrand. Cette victoire va entraîner l'éclatement de l'empire angevin des Plantagenêt.
Jean sans Terre dut évacuer le territoire français et fut contraint par le pape Innocent III d'accepter le traité de Chinon qui consacrait la perte de ses possessions au nord de la Loire : le Berry et la Touraine, avec le Maine et l'Anjou retournaient dans le domaine royal, qui couvrait désormais le tiers du territoire de la France actuelle. Il dut en outre payer 60 000 livres au roi de France. Il ne conservait que la Guyenne, qui comprenait la partie occidentale du duché de Gascogne et une petite partie du sud-ouest de l'Aquitaine.